# 救生員

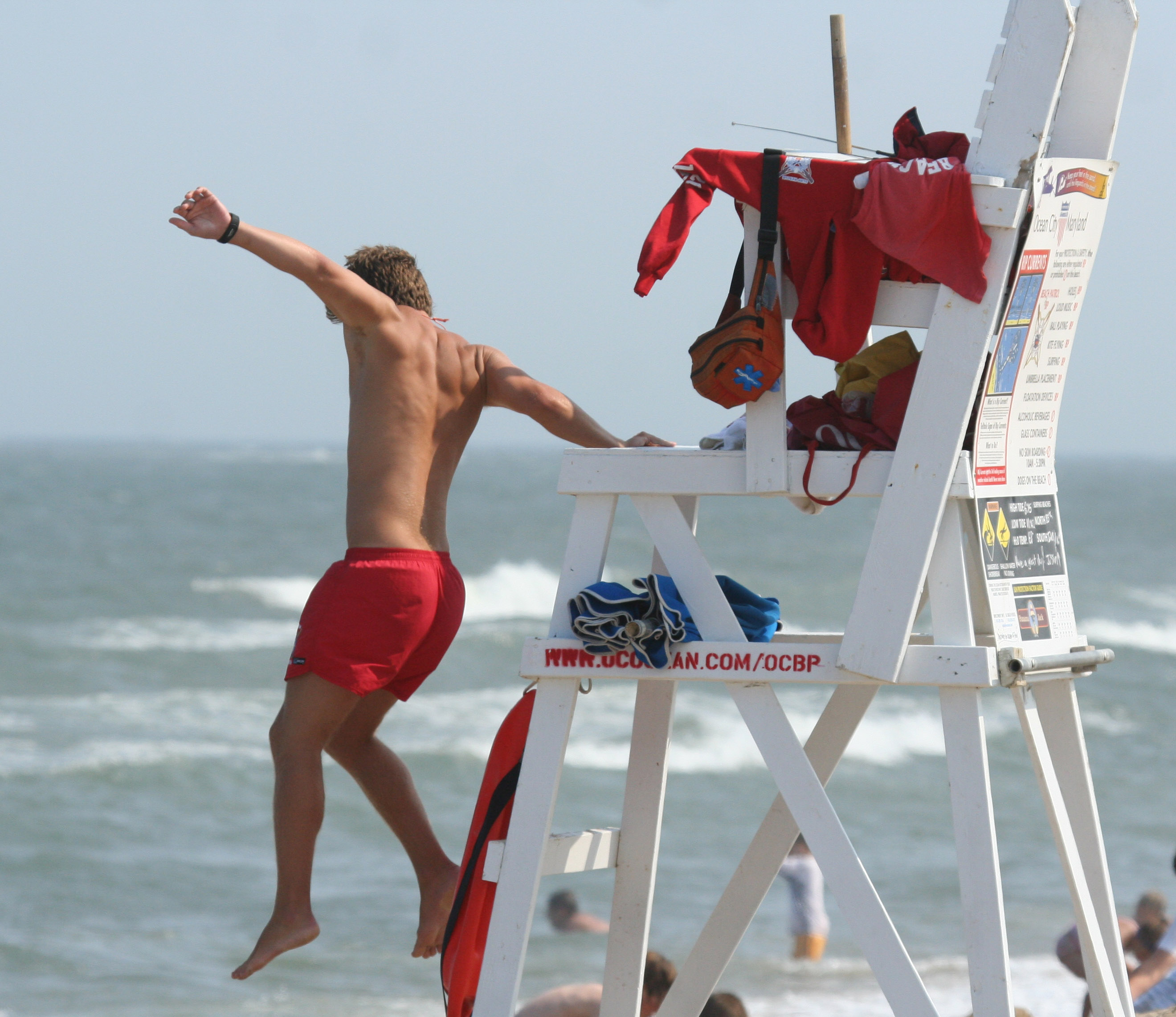
救生員在工作

救生員（英語：Lifeguard）是一种职业，也是水上活動的生命守護者。
由于职责的专业性，世界各地救生员都需要經過一連串考核後，才能取得就业资格。

## 職責
救生员主要職責是確保泳池及海灘使用者的生命安全得到保障，維持場地秩序，防止意外發生，為有需要人士進行急救及消毒包紮服務。
當遇有泳客遇溺時，救助遇溺者，有需要時需要對溺者進行緊急拯救，拯救生命。
因此，救生員必須精於水性並有良好急救技術。
在其他救護人員及支援到達前，救生員是最前線，亦是唯一能夠將即將消逝的生命拯救回來的人。
游泳池、水上遊樂園、海水浴場的業者必須雇用救生員。公共水域方面，在許多遊客戲水的河段或海域都會設置有救生站，由消防單位或上述救生員訓練單位派駐救生員。

## 裝备
- 救生員一般穿著紅色泳褲或短褲，依規定工作場地穿著褲子，救生教練則穿著黑色泳褲或短褲並戴黑帽。一般執勤時會攜帶哨子，在戶外為了避強烈的陽光會戴太陽眼鏡，在廣大的開放水域會配有望遠鏡及擴音器。
- 泳池須配備有救生圈、救生鉤及長背板，一般也會有救生浮標(舊稱:魚雷浮標)等。河邊、海邊等開放水域更有蛙鞋、救生板甚至是沙灘車、救生艇等設備。

## 各地资格认定

### 臺灣
中華民國教育部體育署現行個受認可單位開設救生員訓練班並核發救生員證照：
1. 中華民國海上救生協會
2. 中華民國水上救生協會
3. 中華民國水域訓練檢定協會
4. 臺灣慧行志工救生游泳協會
5. 中華民國水中運動協會
6. 中華民國紅十字會總會
7. 中華民國海軍水中爆破隊退伍人員協會
8. 中華民國游泳救生協會
9. 中華海浪救生總會

且依中華民國救生員資格檢定辦法第三條規定，救生員之類別區分為:
1. 游泳池救生員：以在游泳池為限，擔任救生員工作。
2. 開放性水域救生員：在游泳池或開放性水域，擔任救生員工作。

並憑前述單位所核發之救生員證照即可一體適用。救生員除了在遇溺時進行救援，泳池救生員也須監控水質，其救生員執勤人數須依照中華民國游泳池管理規範第八條視水池總面積及場域相關設施而定。
年滿18足歲以上，健康良好、品德端正者均可報名參加。

#### 訓練簡介
- 救生四式：抬頭捷、抬頭蛙、基本仰泳、側泳。部分班別會教導十式。
- 入水法(靜入式、平跳式、跑跳式、跨步式、高跳式)、接近法(正面接近、背面接近、水中接近、水底接近)、防衛躲避法(單手阻擋、雙手阻擋、雙手下壓、單腳蹬離)、帶人法(抓髮、抓衣、抱胸、抓腕、托腋、疲乏式)、起岸法(淺水、深水)、急救法、基本包紮、激流救生、海浪救生、浴場管理等。

### 香港

#### 資格
在香港，救生員可以分為沙灘救生員及泳池救生員。
香港拯溺總會則是香港地區唯一認可的考試機構。
急救証書的認可機構為香港聖約翰救護機構，醫療輔助隊，香港紅十字會。
香港政府在2006年4月1日起規定全港的救生員必須持有泳池救生章或沙灘救生章，才可以擔任救生員的職務。

#### 泳池救生員
泳池救生員必須持有有效《泳池救生章》。

考取泳池救生章，必需先考取水上急救証書及認可的急救証書。
泳池救生章主要確保投考者在游泳速度、拖救技術、防禦性救生及監察技術、救援管理、救生器材運用和緊急行動計劃多方面，達致合格的水平。
泳池救生員的考試規程內容是獲得國際救生會認可。《國際救生會》制定的泳池救生員標準，適用於所有屬於該會會員的國家和地區（包括香港、澳洲、美國、新加坡、日本等），故此，香港和這些國家及地區對泳池救生員的體能及施救技術要求大致相若。

#### 沙灘救生員
現時沙灘救生員必須持有沙灘救生章及海洋拯救基礎證書等，才可以擔任沙灘救生員的職務。由2016年起，新考取或續領者，必須持有有效獨木舟基礎証書及獨木舟拯救章，或快艇救生証書，或水上電單車拯救証書。
成為香港政府康文署轄下救生員並不容易，基本上需要考取以下証章/証書。
沙灘及泳池部分：
- 海洋基礎訓練証書
- 沙灘救生章
- 獨木舟基礎証書
- 獨木舟拯救章
- 水上電單車拯救章
- 快艇拯救章課程
- 康文署獨有的救生大艇課程
- 泳池救生章
- 水上急救証書
- 徒手潛水証書
- 三大機構的急救証書
- AED 自動體外心臟去纖維性顫動器証書
- 醫管局院前搶救課程

其他額外証書或課程
- 手力急救証書
- 水肺潛水証書

水上活動中心救生員：
- 船主/大偈課程

#### 罷工
近年，由於港府不斷將部門工作外判，並多次計劃將救生服務判出，因而惹起救生員反感，引發多次救生員工潮罷工事件。立法會議員梁國雄亦曾下水支持救生員工業行動。他表示救生員是有紀律及明白救生員的重要，理解救生員遭社會人士忽略。救生員認為救生工作涉及人命，豈能輕率外判等為理由於2004至2005年多次罷工。其中2004年8月6日有近八成康文署救生員罷工， 
2005年8月1日參與罷工救生員約千人，工會稱約有六成救生員參與。

2005年8月1日其中一次罷工後，康文署引用《公務員事務條例》，指救生員不得以勞資糾紛為藉口擅離工作崗位。工會認為此舉有打壓員工參與工業行動之嫌及質疑署方做法已違反基本法及國際勞工公約。

私人泳池救生員方面，近年由於不斷受到泳池承辦商(判頭)剝削及判上判等問題，有私人泳池的救生員多次在網上發起大罷工。由於大多缺乏組織，最終不能成事。

此外，近年康文署不斷培訓新救生員，希望藉人手過剩問題解決救生員罷工。立法會議員梁國雄曾指出，必須正視救生員問題，認為應減少培訓救生員，藉以平衡市場。